# Dadong (köping i Kina, Jiangsu)
Dadong (kinesiska: 大东, 大东镇) är en köping i Kina. Den ligger i provinsen Jiangsu, i den östra delen av landet, omkring 200 kilometer norr om provinshuvudstaden Nanjing. Antalet invånare är 22939. Befolkningen består av 11 600 kvinnor och 11 339 män. Barn under 15 år utgör 19,0 %, vuxna 15-64 år 69 %, och äldre över 65 år 11,0 %.
Genomsnittlig årsnederbörd är 1 080 millimeter. Den regnigaste månaden är juli, med i genomsnitt 229 mm nederbörd, och den torraste är januari, med 19 mm nederbörd.